# 我的白鲸男友
《我的白鲸男友》（英語：My Beluga Boyfriend），2019年中国偶像剧。本剧改编自麦苗的同名小说，由李俊辰、王瑛瑛领衔主演，爱奇艺于2019年6月19日首播。

## 播出时间
| 频道   | 所在地 | 播出日期      | 播出时间 | 备注 |
| ------ | ------ | ------------- | -------- | ---- |
| 爱奇艺 | 中国   | 2019年6月19日 |          |      |

## 演员列表

### 主要演员
| 演員   | 角色         | 介紹                                                             |
| 李俊辰 | 盛蔚(李以辰) | 原是一隻白鯨，後變為人。最後因為救楚瑤、楚荊和怡霏而變回了鯨魚。 |
| 王瑛瑛 | 楚瑶         | 小時候被白鯨給救了，喜歡盛蔚。                                   |

### 其他演员
| 演員   | 角色   | 介紹                                                                 |
| 何达   | 楚荊   | 楚瑤的哥哥。喜歡怡霏，但因自尊心無法說出。天才般的科學家。           |
| 闻钦   | 韓越   | 楚瑤和怡霏的朋友，因某天喝酒誤打誤撞，隔天體內就出現了李以辰的記憶。 |
| 黄小戈 | 怡霏   | 楚瑤的朋友，曾與楚荊在一起，最後打開了楚荊的心結在一起了。           |
| 王赫蘩 | 閆青   | 盛蔚保鑣，但因為了救盛蔚而被殺。                                     |
|        | 王列格 |                                                                      |
|        | 莉莉   | 曾自稱自己是動物保護專家，盛總的女兒。                               |
|        | 管姨   | 照顧盛總的，但因背叛盛總而被注入含有神經毒素的液體。                 |
|        | 盛鋒   | 盛蔚的爸爸。                                                         |

## 劇情
該劇講述了女主人公楚瑤與男主盛蔚陰差陽錯相識，隨著層層深入的了解，五年前一場驚天陰謀被揭開，離奇失踪的前男友，智力超群的綠眼白鯨都捲入其中，身處陰謀中心的兩人，面對愛情、正義該如何抉擇？